# Vicente de León
San Vicente de León (muerto el 11 de marzo del 554 en León) fue un monje benedictino, abad del Monasterio de San Claudio de León. 

## Biografía
Una leyenda dice que se dedicó a predicar contra la herejía arriana. Los suevos arrianos tomaron el monasterio y le interrogaron sobre si era el que predicaba. Él dio un discurso defendiendo la doctrina católica. Entonces unos verdugos le desnudaron y le azotaron hasta que se le vieron los huesos. Luego le metieron en una celda oscura, donde se dice que se apareció un ángel que le consoló. Al día siguiente le sacaron de la celda y le sometieron a otro interrogatorio. Él continuó defendiendo la Trinidad. Posteriormente, comenzaron a golpearle. Él siguió con su defensa del dogma mientras le golpeaban. Entonces le sacaron fuera del monasterio y lo mataron de un golpe de cuchillo en la cabeza.
La tradición dice que su espíritu se apareció con un grupo de ángeles al resto de frailes mientras rezaban y les dijo que si querían perecer por la fe podían hacerlo, pero que si se consideraban débiles para el martirio podían huir y esconderse en la sierra.
Dos días después, también murieron el prior del monasterio, Ramiro, y doce monjes que permanecieron allí, mientras el resto de la comunidad huyó.
Sus restos fueron enterrados en el monasterio, pero con el tiempo se perdieron, excepto las de Vicente y Ramiro. Los de Vicente fueron trasladadas a la Catedral de Oviedo, donde se depositaron en una arca de plata en el 1268. Este arca se encuentra en la Cámara Santa.
Algunos historiadores basan su biografía en una inscripción funeraria hallada en el Monasterio de San Claudio "en época antigua", que indica como la fecha de su muerte el año 630, a los 47 años, y lo alaba como santo abad y sacerdote, descubridor de las reliquias de unos santos.